# Pączek Gorzycki
Pączek Gorzycki – przysiółek wsi Gorzyce w Polsce, położony w województwie podkarpackim, w powiecie tarnobrzeskim, w gminie Gorzyce.
W Pączku Gorzyckim znajduje się niewielkie wzniesienie (geologicznie jest to część Gór Świętokrzyskich, dawniej zwane Górką Plebańską), które z czasem przyjęło nazwę „Pączek”. Kiedyś stały na nim kościół i plebania, które spłonęły w 1793. Odbudowano tylko plebanię, w której dziś mieści się pensjonat (jego częstym gościem był prof. Wiktor Zin). 12 czerwca 1809 rozegrała się tu krwawa bitwa, w której wojska Księstwa Warszawskiego dowodzone przez księcia Józefa Poniatowskiego rozbiły trzydziestotysięczną armię austriacką.
Przez miejscowość przebiega żółty szlak turystyczny z Sandomierza do Leżajska.
Zobacz też: Pączek Wrzawski